# 擁有超常技能的異世界流浪美食家角色列表
《擁有超常技能的異世界流浪美食家》是江口連所著的日本輕小說。2016年1月起在成為小說家吧連載（Web版）。2016年12月起經OVERLAP發行文庫版，由雅擔綱插畫。作品後延伸改編漫畫、動畫等系列作品，本條目列出作品的角色概覽。
以下分别顯示廣播劇CD／電視動畫的聲優。中文譯名以東立出版社之正體中文版為準。

## 主要角色
穆寇達／向田剛志（Mukouda Tsuyoshi，聲：細谷佳正／內田雄馬（日本）；蔣鐵城（台灣））
本作主角。故事開始時是日本的上班族。27歲。外貌特徵是黑髮褐眼，生活個性低調且不喜歡被捲入複雜的事情中，喜歡看輕小說和電影。原本在某家薪水不高的企業任職，過著經常上網購物的獨居生活。已知家人有離開老家且熱衷美容的姊姊。故事開始時因為受「勇者召喚」的儀式牽連而被召喚至異世界。雖然初始能力值很低，但擁有勇者特殊技能「鑑定」、無限大且收納物不受時間影響的「道具箱」和將地球商品送到異世界的固有技能「網路超商」。性格膽小謹慎且不愛冒險，但對於需要幫助和曾經有恩於他的人相當友善，來到異世界後就察覺到雷西格王國召喚勇者的用心險惡，便以自己不是勇者為由快速脫離是非之地，為了避人耳目而取用自己的姓氏發音「Mukouda」作為在異世界生活的化名。
因為在現代世界生活時便經常親自料理飲食加上曾經在餐飲業打工的經驗，廚藝十分精湛，運用現代世界的素材製作的料理能夠在短時間內提升能力值而備受冒險者的好評，不但經常運用烹飪本事為他人排憂解難，連從魔大多都是被他的料理引誘而來，也能利用強大的從魔戰鬥獲得可觀的財富得以自由自在地四處旅行，但也對於從魔過於強大而難以低調度日這件事情耿耿於懷。擅長的魔法屬性是火和土，裝備雖然是一把短劍卻很少拿出來使用（後來換成史伊製造的秘銀矛），在旅行中因為「網路超市」技能和料理的緣故，神界的許多神明都給了他特別的照看與加護，作為獲得加護的條件則必須定期奉獻供品。為了防範有心人士知曉他的能力便會加以濫用與影響生意，平常僅有獨處與在熟人面前的場合才會使用「網路超市」的技能採購需要的物品，也會藉由轉賣「網路超市」的商品賺取金錢。
為了便於在異世界活動，同時加入冒險者公會與商人公會。初期因為冒險者等級低，一度導致會員資格在沒有依規定時限接受委託的情況被註銷，為方便長途旅行，本想滯留當地，花一年以上的時間，悠閒的、慢慢的提升到F級(期限3個月)，卻因好戰的從魔們，將捕殺5隻哥布林的委託，變成殲滅整個哥布林聚落，而引起當地分會長甚至王室的注意，而將其升至C級，並發出A、S級的高階委託。突破德蘭迷宮後，升至A級；在緋爾、史伊和小多拉成功狩獵到紅龍後，已升至S級。與此同時在旅行的過程中，逐步理解營業的策略和經營自己的事業。在小說第七卷正式在李昂哈德王國購買住屋，聘僱奴隸協助家務和商業事務。
起初對於要吃魔獸的肉有些微抗拒的心理，但因料理後跟普通的雞肉、豬肉、牛肉等口感及味道相差無幾，甚至更美味，而逐漸能接受。此外對於自己的戀愛運氣欠佳頗有不滿。
緋爾（聲：杉田智和／日野聰（日本）；林谷珍（台灣））
芬里爾，傳說級魔獸之一。穆寇達最先締結契約的從魔。外觀是有著一身飄逸銀灰色長毛的巨狼，俱備魔力的毛髮在黑暗中會發出微光，有著神聖的氣質。1014歲。喜歡吃肉的大胃王，被薑汁豬肉吸引過來主動成為穆寇達的從魔，必要時會擔任穆寇達的座騎。擁有不遜於遠古龍族的戰鬥力，歷史上曾有獨力毀滅一個國家的記載。能說話也能讀懂人類文字，數度指導穆寇達進行魔法和實戰訓練，總是期待穆寇達能將各種高階魔獸變成美味料理而努力打獵，唯獨不喜歡接觸水（但會按照穆寇達的指示讓他協助洗澡），同時討厭蟲子(因為難吃)和食用蔬菜（但要是料理夠好吃還是會連蔬菜一起吃完）。風之女神寧利勒的眷屬，擁有其普通加護，且各項能力值幾乎封頂，除了高達900以上的破格等級，還精通各種魔法，其中以風魔法最為擅長。
很在意被史伊稱為「緋爾叔叔」，但年長於史伊卻是客觀事實而無法反駁，不得已只好勉強接受這稱呼。
旅行中得到戰神的加護，進一步提升戰鬥能力。(漫畫版因寧利勒堅持緋爾是自己的眷屬，不容許戰神擅自給緋爾加護。)
史伊（聲：久野美咲／木野日菜（日本）；穆宣名（台灣））
幼兒史萊姆→史萊姆↔大史萊姆↔巨史萊姆，穆寇達第二個締結契約的從魔。初登場時甫誕生。出生不久就開始跟在穆寇達身邊，卻沒有被發現，直到主動接近穆寇達才被後者察覺。幾乎能食用任何物質，吃下各種吃完的罐頭、寶特瓶等非食材類之後能夠提升等級，也喜歡吃正常的食物，唯獨討厭苦味的飲食（例如茶）與辣的食物。經常協助穆寇達處理廚餘及垃圾或是清潔碗盤廚具等善後事務。隨著故事推進學會了酸液攻擊、恢復藥製作、增殖、超巨大化等技能，分別獲得了水之女神與鍛造之神的加護，學會水魔法與鍛造。主要戰鬥方式是高速發射高濃度酸液或是水魔法，初期不會說話，後提升等級並進化之後能使用念話跟穆寇達及緋爾等溝通。由於年紀尚幼沒有太多的基本常識，經常需要穆寇達的教導。跟緋爾一樣喜歡戰鬥，如果不准他動手還會鬧彆扭。據緋爾所言，是史萊姆中的特殊個體，智能與學習能力、身體素質等異常的高，擁有與外表不符的超強戰鬥力，能輕鬆秒殺高階魔物。製作出的恢復藥，比一般通行的恢復藥效果要更好，高級恢復藥甚至能解毒(本另有解毒用恢復藥)。
小多拉（聲：下野紘／村瀨步（日本））
妖精龍，稀有種族。116歲。穆寇達第三個締結契約的從魔。外觀看上去像幼龍，但已經成年。因為在森林中狩獵引起魔物騷動，令穆寇達接到委託前往調查。被穆寇達做的煎餃吸引，主動成為穆寇達的從魔，能吃下比身體大得多的食物。性格驕傲自負，喜愛惡作劇跟遊玩，對於自己的名字被取得很隨便這件事情不滿。精通各種魔法且擅長高速飛行，戰鬥方式是將魔法籠罩在身上後高速撞擊對手，也能遠程釋放魔法攻擊指定對象。在旅行中得到戰神的加護，進一步提升戰鬥能力。因為與貢爺同為龍類魔物，對於龍類愛好者艾蘭德癡迷且幾近糾纏的行為極度反感，蔑稱艾蘭德「變態精靈」。跟穆寇達、史伊一樣喜歡泡澡。
貢爺
小說版第十二卷登場，雄性古代龍，3024歲。穆寇達第四個締結契約的從魔。初登場時與出現在布里克斯托地下城攻略中的穆寇達一行人對峙，結果被穆寇達製作的大蒜牛排折服，強行與他締結300年的試用契約，與緋爾、小多拉同樣不敢恭維穆寇達的命名品味。個性較為隨和，因為實力過於強大，連神明也不敢輕易賜與加護，曾經在400年前與緋爾交戰、雙方實力不分軒輊。雖然能夠變化身形大小，但體型縮小時各項能力值也會相應降低（除變小時行動較靈活故敏捷反而會提升）。喜歡炸雞與泡澡，有意拓建穆寇達住處的浴缸。對穆寇達透過網路超市添購的白酒沒有抵抗力，但是飲用過量會出現腹脹失眠的負作用。經常在穆寇達一夥遠行時擔任飛行坐騎。
據創造神所言，創造出古代龍的理由，是為了守護世界，而上的最後一道保險。真到了那個時候，他會授意古代龍施展將世間一切歸於零的毀滅魔法。種族平均年齡兩萬歲，但在存活2000年积蓄起知识后便會如同長者。

## 神界
寧利勒（聲：佐倉綾音／內田真禮（日本）；林美秀（台灣））
風之女神，最先賜與穆寇達「神之加護」的神明。特徵是白銀色的頭髮，藍色雙眼，是四女神中最年長的成員。性格急躁，但是略顯笨拙，同時是個甜食愛好者，一旦沒收到供品便會焦躁不安。在觀察眷屬緋爾的時候，注意到穆寇達用網路超市買的異世界食物，忍不住誘惑以「加護（小）」為代價，要求穆寇達把異世界的甜點供奉給她，結果因為被阿耆尼、基沙爾、魯薩爾卡得知她向穆寇達索取甜食的祕密，讓穆寇達為了應對四女神的貢獻而提出每人每次3枚銀幣消費限額的條件（後來加入的瓦哈格恩與赫淮斯托斯亦依循此條件，消費限額隨劇情進展逐步提升）。
因為過度攝取穆寇達貢獻的甜食導致身材逐漸發胖，迫使她開始努力減肥，被創造神德米兀各斯懲戒禁閉期間一度恢復原本身材，解除禁閉後反而變得更胖。穆寇達對她的評價為「遺憾女神」。是四女神裡信徒最少的成員。與其他神明同樣對盧巴諾夫教反感。
名字和設計原型為美索不達米亞神話的風之女神暨風神恩利爾的妻子寧利爾。
阿耆尼（聲：無／大地葉）
火之女神，第二個賜與穆寇達「神之加護（小）」的神明，是四女神中第三年長的成員。特徵是綁成馬尾辮的紅色長髮與金色雙眼，褐色肌膚。說話自稱「老娘」，個性豪邁陽剛但腦筋不甚好，擅長槍術，喜歡酒類與下酒菜。得知寧利勒向穆寇達索取甜食作為供品的祕密，便順勢要求穆寇達也為她奉獻食物與酒，為規避創造神的責備，選擇為穆寇達賜與「加護（小）」。起先因為害怕這項福利會被其他嗜酒的神明知道，特意保密與穆寇達接觸的事情，但終究沉迷於穆寇達貢獻的現代啤酒。信徒總數在四女神中排名第三，信仰族群以冒險者為主，火系法師與槍使多出身該教派。與其他神明同樣對盧巴諾夫教反感。
名字和設計原型為吠陀教及印度教的火神阿耆尼。
基沙爾（聲：無／甲斐田裕子）
土之女神，第三個賜與穆寇達「神之加護（小）」的神明，是四女神中第二年長的成員。特徵是金色長髮與深褐色雙眼，擁有豐滿的巨乳。個性氣質沉穩端莊，是少數能夠讓寧利勒安分的神明。熱衷保養和美容，對頭髮容易變得毛燥感到苦惱。得知寧利勒向穆寇達索取甜食作為供品的祕密，便順勢要求穆寇達也為她奉獻甜食與美妝品，為規避創造神的責備，選擇為穆寇達賜與「加護（小）」。
雖然平常脾氣好，但容易在涉及有關美妝品的事物時變得歇斯底里，有時候會藉機向穆寇達進行施壓達成利益（例如向忘記或遲繳供品的穆寇達提出「為加持庇護的神明們增加供品消費額度」的交涉條件、要求穆寇達將「網路超市」第三個開通櫃位設定成美妝品）。因為本身還司掌著豐饒的職責，故為四女神中擁有最多信徒的成員。與其他神明同樣對盧巴諾夫教反感。
名字和設計原型為美索不達米亞神話的地母神基沙爾。
魯薩爾卡（聲：無／白砂沙帆（日本）；林沛笭（台灣））
水之女神，賜與史伊「神之加護」的神明，被穆寇達與女神們暱稱「爾卡」。不同於其他三名元素女神每隔10年便會選定對象賜與加護的作風，慎選加護對象的週期約一百多年，是四女神最年輕的成員。特徵是及肩的藍色頭髮，綠色雙眼，身材在四女神中最為嬌小。個性文靜懂事，看似沉默寡言，其實僅是認為說話很麻煩才鮮少發言，喜歡美食與甜點，對穆寇達做的料理抱持濃厚興趣。得知寧利勒向穆寇達索取甜食作為供品的祕密，便順勢要求穆寇達也為她奉獻食物。因為發現穆寇達沒有水屬性適性，擔心自己無法賜與加護會失去享用點心的機會，而由穆寇達提議讓擁有水屬性適性的史伊接受加護。與其他神明同樣對盧巴諾夫教反感。
由於平時會將供品存放在道具箱並有節制地消耗，創造神德米兀各斯懲戒六位神明關禁閉期間是唯一沒有被影響的神明。信徒總數在四女神中排名第二。
動畫版飾演魯薩爾卡的配音員白砂沙帆對其評價為「沉默寡言的她，卻對異世界的美食十分好奇，而魯薩爾卡的情緒變化，實在是太可愛了」。
名字取自斯拉夫神話中的女性水棲妖精（人魚）露莎卡。
瓦哈格恩
戰神。個性好戰豪爽，喜歡喝高酒精度數的酒，特別是威士忌，與同樣嗜酒的赫淮斯托斯合拍，對人類創建的盧巴諾夫教反感。因為得知四女神向穆寇達索取供品賜予加護的情事，以提供加護的條件要求穆寇達為他獻上酒，將戰神的加護同時賜給小多拉與緋爾，經由穆寇達與四女神說明理解貢獻的原則，向穆寇達說明解析在德蘭迷宮探險的注意事項。後來為了確保穆寇達實力增長的同時，能夠經由對方的貢獻嚐到更多種酒，與赫淮斯托斯達成共識，趁著穆寇達入睡期間將「獲得經驗值倍化」技能傳授給他，與赫淮斯托斯聯合製作對抗不死系怪物的國寶級魔道具「聖刻印」，交給準備攻略埃夫林迷宮的穆寇達。信徒在眾神中屬於少數，主要集中於另一片大陸和群雄割据的小国，信徒以僱傭兵及其子女為主。
名字和設計原型為亞美尼亞神話的火神兼古代崇拜的戰神瓦哈格恩。
赫淮斯托斯
鍛造神，說話習慣自稱「老夫」，喜歡喝高酒精度數的酒，尤其是威士忌，與瓦拉格恩是意氣相投的酒友。對人類創建的盧巴諾夫教反感。因為發現四女神透過穆寇達索取供品的行為，藉故要賜與穆寇達加護，做為讓後者取酒貢獻給他的方式，但由於穆寇達婉拒並請求為史伊加護，轉而將鍛造的加護賜與史伊。經由穆寇達與四女神說明理解貢獻的原則，在穆寇達準備前往德蘭迷宮探險前，將「完全防禦」技能傳授給他。後來與瓦哈格恩聯合製作對抗不死系怪物的國寶級魔道具「聖刻印」，交給準備攻略埃夫林迷宮的穆寇達。信徒在眾神中屬於少數，是矮人主要的信仰對象。
名字和設計原型為古希臘神話中的火神和匠神赫菲斯托斯。
德米兀各斯
創造神。小說版第七卷初登場，本作的造物主兼最高存在，同時是眾神中最年長的成員。個性賢明，認為神明的庇佑應賜給將來有望的人選。雖然與該世界的人類鮮有接觸，仍會積極關切地上世界的動態，相當在意當初偕同穆寇達被召喚至異世界的其他三人，還有教會與帝國的暴行。因為與地球（穆寇達原本的世界）的神明是知己，所以對地球的娛樂有一定程度的認知，同時受此影響喜歡日本酒和下酒菜（隨從則喜歡梅酒）。有鑒於自己的一般加護能力會讓普通人變成不老不死（但仍會因為重傷致死）的存在，總是慎選賜與加護的對象。
因為察覺六位神明藉由賜與庇佑、數度向穆寇達取得供品的事蹟而勃然大怒，不但斥責祂們藉賜與庇佑行勒索之實、沒收收到的供品，還懲罰祂們關禁閉兼禁止接觸穆寇達一個月。與穆寇達交流過程中透露該世界的局勢變化並明確告知穆寇達無法再回到原本的世界，同意幫助穆寇達將史伊製作的聖靈藥裝入王都近郊的迷宮寶箱，讓棹斗三人組中的莉緒能夠治好左臂，順勢委託穆寇達進貢日本酒，將「神之加護（小）」賜給後者令其擁有1500年的壽命。此後開始密切留意穆寇達的行動，讓他全權決定貢獻的酒品，同時警告六位神明嚴禁向穆寇達提出過分要求。
小說版第九卷指示穆寇達前往300年前盜賊王作為據點的貝利托山查勘，第十卷提示他探索布里克斯托迷宮第20層。第十三卷至第十四卷委託穆寇達等人協助制裁盧巴諾夫教，同時以造物主身分向盧巴諾夫教所有信徒揭穿該教的惡行，警告帝國戒除不將他國人士當人看的惡習。
藥神
小說第十二卷和小說Web版第452話與第455話被提及，信徒以藥師為主、所屬教會多出產高效恢復藥。赫淮斯托斯對其的評價為「每天把自己关在房间里面开发和研究药的怪人」。

## 召喚勇者
齋藤棹斗／凱特（聲：小林千晃）
偕同穆寇達被傳喚至異世界的高中男學生，有一名熱衷穿越題材輕小說的妹妹，和班上女同學大野花音、吉田莉緒是要好的朋友。起先對於異界穿越的故事感到不以為然，卻連同花音、莉緒被雷西格王國國王舉行的勇者召喚儀式傳送至雷西格王國，以勇者的身份活躍。主要技能是聖劍術，精通火、水、土、風、冰、雷、光屬性魔法。以接受作戰訓練為契機，認識並對雷西格王國騎士團三名精銳之一的女性成員露意絲·溫克勒產生好感，被露意絲設局收下『隸屬手環』。無意間偷聽到騎士團精銳三人組的對話、獲知給予手環的真正用意後，偕同花音安排逃離王國的計劃，利用執行冒險者公會討伐食人魔的任務、回程遭遇巨狼的作戰機會，帶領花音、莉緒逃往馬爾貝格王國，經由莉緒指導陸續掌握冰、雷、恢復魔法。
冒險的過程中與花音、莉緒成為戀人關係，小說第八卷中正式向兩者求婚，第九卷在王都土之女神的教會完成結婚典禮，將在王都地下迷宮獲得的史伊特制劣化聖靈藥交給莉緒，治癒後者的斷臂。
大野花音（聲：城內由茄子）
棹斗的同班女同學，偕同穆寇達被傳喚至異世界的高中女學生，特徵是留著黑長髮與鳳眼，被棹斗形容是五官深遂的女生。能力值與棹斗相近。對棹斗有好感，但被協助一行人訓練的騎士團精銳亞倫·巴雷拉特別留意，在不知情的狀況收下亞倫贈與的『隸屬手環』。被棹斗告知有關『隸屬手環』的真相後，在遭遇巨狼襲擊的事件中為失去左臂的莉緒緊急治療，偕同棹斗、莉緒逃往馬爾貝格王國，經由莉緒指導陸續掌握冰、雷、恢復魔法。
小說第八卷接受棹斗的求婚，第九卷成為棹斗的妻子。
吉田莉緒（聲：海弓シュリ）
棹斗的同班女同學，偕同穆寇達被傳喚至異世界的高中女學生。特徵是身材嬌小，被棹斗形容是長相可愛的女生。擅長包含料理在內的所有家事。能力值與棹斗相近，作戰偏向魔法為主，其中尤其擅長恢復魔法與水魔法。對棹斗有好感，但被指導三人的雷西格王國騎士團三名精銳之一的雷納德·休姆吸引，在不知情的狀況收下和配戴雷納德贈與的『隸屬手環』，遭後者控制精神與行動。在遭遇巨狼襲擊的事件中，被巨狼施展的風魔法斬斷左臂，擺脫『隸屬手環』和雷納德的控制，被棹斗、花音帶領逃往馬爾貝格王國，逃亡途中運用先前閱讀與進行魔法實驗的經驗，陸續習得增益、減益、聖魔法與不需詠唱的施法，將所學經驗傳授給棹斗、花音。
小說第八卷接受棹斗的求婚，第九卷成為棹斗的妻子，使用一行人探險取得的史伊特制劣化聖靈藥，成功治癒並重獲左臂。
松本和希／卡茲
小說第十卷提及，早於向田剛志（穆寇達）被傳送至異世界的日本大學生，在異世界的職業是賢者，能力為魔法全適性與快速領悟魔法的「魔法之深遠」。西元2014年準備前往打工途中，連同其他兩者被意外傳送至當年的阿斯塔菲耶夫王國。由於警覺該國王室的惡意，藉著刻意修改能力值避開該國徵招，被放逐至邊疆地帶，練習魔法和低調賺取收入過活，化名「卡茲（Kazu）」抵達鄰國斯列札克王國註冊為冒險者，在旅途中蒐集各類魔法書籍學習魔法，學會制作魔道具與描繪魔法陣。因為對擅長使用魔法的種族產生好奇，藉著擔任魔族領地的商人護衛前往魔族領地安托士國，透過商人斡旋與當地居民建立良好關係，在駐留當地期間習得許多魔法。
偶然獲知魔族從別的大陸遠渡重洋至該地的歷史，再度以冒險者身份活躍的期間發現研究者歐佛·麥亞甯的研究日誌，探索前往魔族之國所在的大陸的方式，憑藉自身努力發明傳送魔法陣，經過數度嘗試才抵達當地，與魔族少女潔娜相戀結婚，陸續迎娶巨人族青年桑德爾的妹妹娃菈、精靈柳德米菈，與三名妻子各有一個孩子。自己則藉由飲用魔族大陸迷宮裡發現的聖靈藥令壽命延長三倍。娃菈與潔娜過世後，將傳送魔道具放在三名妻子的出身地。
時隔600年（相當於地球時間的2年）後，於2016年被召喚至異世界的穆寇達在貝利托山的洞窟裡，發現和希（卡茲）遺留的傳送石板與傳記。

## 聘僱奴隸
穆寇達在小說第七卷為了物色協助打理在卡列利那添購的住宅的人員，透過卡列利那當地商會仲介買下的奴隸。成員皆獲得穆寇達的善待，除了需要執行交派的工作以外，還需遵守對穆寇達的相關能力保密的原則。在小說第八卷經由穆寇達的安排，學習讀寫與算術。
網路版小說第623、624話，因考量蘭貝托商會的供貨量大幅增加，原有雇員已不夠應付，故決定增聘奴隸(雇員)。買下來自索雷司王國的維克托(暫譯)家族、小國群的傭兵團“暁の旅団”(日文)前成員。
湯尼家族
小說第七卷登場的奴隸家族，成員分別是父親兼園藝專家湯尼（33歲）、曾在餐廳任職且擅長所有家事的母親愛雅（30歲）、曾在教會公益學校就讀的長男科斯提（13歲）、長女榭莉雅（9歲）。因為愛雅生病，導致全家為支付請神官施展治癒魔法的捐款與回復藥的費用而累積不少債務。後來被穆寇達以一家500枚金幣的價格買下，負責管理穆寇達在卡列利那購置的住宅。
由於穆寇達透過鑑定技能發現愛雅罹患的肺病，遂給予史伊製作的劣質聖靈藥，成功治癒愛雅長年的宿疾。小說第八卷因為穆寇達安排科斯提管理肥皂與洗髮精的庫存與批貨給蘭貝托先生的數量，以此機緣決定讓住宅工作人員學習讀寫與計算，全家也同時加入穆寇達安排的課程。
阿爾邦家族
小說第七卷登場的奴隸家族，成員分別是父親兼前果樹農舍主人阿爾邦（30歲）、擅長所有家事與肢解小動物的母親德蕾莎（28歲）、長男奧利佛（10歲）、次男艾瑞克（8歲）、個性自由奔放的長女蘿黛（5歲）。原本務農為生，但因為作物歉收，被迫成為奴隸。後來被穆寇達以一家510枚金幣的價格買下，負責管理穆寇達在卡列利那購置的住宅，兼任穆寇達種植農作物的顧問。
在小說第八卷因為穆寇達安排讓住宅工作人員學習讀寫與計算，讓全家也跟著投入學習課程。
塔芭莎、路克、厄文
小說第七卷登場的奴隸，原冒險隊伍「虎牙（Tiger Fang）」的成員，虎獸人三姊弟。姊姊塔巴莎為28歲的前B級冒險者，個性直率且擅長照顧人，懂得讀寫與簡易計算，但料理手藝很差，喜歡肥皂和洗髮精。路克與厄文為24歲的雙胞胎兄弟（路克是兄長，厄文是弟弟）兼前C級冒險者，個性單純但討厭烈酒，經常因為突兀不得體的發言被塔芭莎教訓，被穆寇達稱作「蠢蛋雙胞胎」。因為三姊弟在執行任務的過程中發生出乎意料的突發事件，導致任務以失敗告終，加上無力支付高額違約金而成為奴隸。後來被穆寇達用1400枚金幣的價格買下，負責擔任穆寇達在卡列利那購置的住宅的警備，還有保護外出住宅相關人員的安全。
路克與厄文曾因為搶了緋爾的肉排蓋飯，被緋爾藉協助穆寇達執行任務為由，放任兩兄弟與穆寇達在半獸人營地作戰作為懲戒。小說第八卷中，穆寇達安排塔芭莎為湯尼家族與阿爾邦家族的孩子們教導讀寫與算術，由科斯提、路克、厄文輔助塔芭莎進行教學，路克與厄文同時加入學習讀寫的課程。
彼得
小說第七卷登場的奴隸，20歲的前D級、準C級冒險者。先祖有巨人族血統所以身材相較普通人更為高大強壯。為了醫治生病的母親不斷花錢購買治癒魔法與恢復藥，在母親逝世後無法清償債務而成為奴隸。後來被穆寇達用380枚金幣的價格買下，負責擔任穆寇達在卡列利那購置的住宅的警備，還有保護外出住宅相關人員的安全。
因為過往在沒有學習讀寫與算術的情況從事冒險者工作，導致他在旅途中不但經常被店家刻意刁難，還需要依靠他人朗讀文件內容與進行文件代筆。在小說第八卷加入穆寇達安排的讀寫與算術課程。小說第十卷成為塔芭莎的單相思對象，後來正式和塔芭莎交往。
巴特爾
小說第七卷登場的奴隸，92歲的矮人，前B級冒險者，使用武器是名匠杜桑製作的戰鎚。原本和某個4人團隊承接委託卻執行失敗，當其他成員變賣各自的裝備賠付違約金時，僅有他不肯變賣自己的戰鎚支付違約金而因此淪為奴隸。後來被穆寇達用680枚金幣的價格買下，負責擔任穆寇達在卡列利那購置的住宅的警備，還有保護外出住宅相關人員的安全。
因為精通讀寫與算術，在小說第八卷被穆寇達以威士忌說服，同意擔任穆寇達安排的讀寫與算術課程教學。
小說第13卷中，因阻擋前來找碴的盧巴諾夫教成員，差點被攻擊，成為穆寇達前去討伐盧巴諾夫教的契機。
維克托家族
網路版小說第623話登場的奴隸家族，來自索雷司王國。成員有父親兼前雜貨店主維克托、母親、長男、長女，個人資料尚未詳述。遭熟人欺騙負債，全家淪為奴隸。因之前經營商行，全家皆會讀寫與計算。
傭兵團“暁の旅団”(日文)前成員
網路版小說第624話登場的6名戰鬥奴隸，來自小國群。6人均來自小國群首屈一指的傭兵團“暁の旅団”(日文)，據說旅團成員皆戰鬥力高強，高階幹部甚至有不下於S級冒險者的實力。
6人本與其他5名前成員從“暁の旅団”(日文)獨立出來組成新的傭兵團，首領為旅團前高階幹部。因傭兵作為奴隸可以高價交易，利慾薰心的其他5名成員，與盧巴諾夫教的幹部勾結設局綁架，強行將他們賣給盧巴諾夫的奴隸販子，而淪為奴隸。後來被李昂哈德王國的奴隸商--拉多斯拉夫先生買下。

## 大陸相關角色

### 雷西格王國
秉持種族主義、信仰人族至上的「盧巴諾夫教」的國家，一般國民與異種族在該國處境艱難。現任國王有擴張領土的野心，四處挑起戰火，最後在小說第九卷的篇章中被滅國，被馬爾貝格王國吞併。
雷西格王國國王（聲：玄田哲章）
本名不詳，向田剛志（穆寇達）最先遇見的異世界國王，因為外型肥胖與為人昏庸無道，被向田剛志（穆寇達）稱作「肥豬國王」。積極號召兵力向鄰國發動戰爭，為確保奴隸服從命令，藉由『隸屬手環』控制奴隸的思想與行動。故事開頭與王室成員舉行召喚勇者儀式，將包含向田剛志（穆寇達）在內的四人召喚至王國。表面宣稱希望勇者討伐魔王，實則藉此招集兵力。見向田剛志（穆寇達）自行退出招集，便給予20個金幣將他放逐出城，安排王國騎士團的三名精英藉著協助訓練接受徵招的齋藤棹斗、大野花音、吉田莉緒，讓棹斗三人組配戴『隸屬手環』，試圖將他們當成奴隸為自己使喚，最終由於棹斗三人組發現此事逃離雷西格王國而未能如願。
小說第九卷裡透露雷西格王國因為魔族之國的襲擊、馬爾貝格王國的反攻、國內奴隸倒戈而遭到滅亡，王族與積極支持戰爭且親近王室的貴族全數被處決。據創造神德米兀各斯所稱，該國的人民反而可能會因為國家被馬爾貝格王國吞併，令生活改善許多。
雷西格王國公主（聲：石見舞菜香）
本名不詳，故事開頭與王室成員舉行召喚勇者儀式。最終在王國滅亡後與其他王室成員一同被處決。
「鐵之意志（Iron Will）」
穆寇達前往翡蔫王國期間，透過基爾斯城鎮冒險者公會仲介委託雇聘護衛的C級冒險團隊，成員有領隊維爾納（ヴェルナー，聲：東地宏樹）、劍士文森特（ウィンセント，聲：熊谷健太郎）、斥候麗塔（リタ，聲：佐佐木李子）、魔法師拉蒙（ラモン，聲：天田益男）、補師弗蘭卡（フランカ，聲：福沙奈惠）。因為察覺雷西格王國的局勢惡化，藉著承接護送穆寇達的任務趁機離開該國。對待穆寇達慷慨友善，在旅途期間對穆寇達的料理本事、後者與芬里爾締結契約留下深刻印象，同時給予穆寇達在異世界活動的建議與啟示。與穆寇達離別後一行人曾十分想念跟前者在旅途時所做的料理。探索德蘭迷宮地下城第12層的期間與穆寇達一夥重逢。
在網路版小說第548、549話，接收到王國召集令，前往王都護衛利維坦的支解工程，而與穆寇達一行人重逢。此時隊伍等級已升至B級。
雷納德·休姆
雷西格王國騎士團三名精銳之一，故事初期一度為莉緒的心儀對象。因為容貌出眾且能言善道受女性歡迎，實則藉由言語博取女性歡心，達到自己的目的。被國王安排協助棹斗三人組進行作戰訓練，實則誘導莉緒配戴『隸屬手環』，讓她對自己唯命是從。後由於被棹斗偷聽到雷納德、亞倫、露意絲的對話，讓棹斗察覺『隸屬手環』的威脅性，跟著棹斗三人組對抗巨狼的期間，被棹斗的火魔法波及。
實則棹斗為爭取逃跑機會，假裝對付巨狼，將強力火魔法擊向騎士3人。從小說描述推測，騎士3人組應已死亡。
亞倫·巴雷拉
雷西格王國騎士團三名精銳之一，故事初期對花音表現出積極的態度。被國王安排協助棹斗三人組進行作戰訓練，實則試圖誘導花音配戴『隸屬手環』。跟著棹斗三人組對抗巨狼的期間，被棹斗的火魔法波及。
實則棹斗為爭取逃跑機會，假裝對付巨狼，將強力火魔法擊向騎士3人。從小說描述推測，騎士3人組應已死亡。
露意絲·溫克勒
雷西格王國騎士團三名精銳的一點紅，故事初期一度為棹斗動心的對象。被國王安排協助棹斗三人組進行作戰訓練，實則試圖誘導棹斗配戴『隸屬手環』。跟著棹斗三人組對抗巨狼的期間，被棹斗的火魔法波及。
實則棹斗為爭取逃跑機會，假裝對付巨狼，將強力火魔法擊向騎士3人。從小說描述推測，騎士3人組應已死亡。

### 翡蔫王國
埃德加·沃爾哥德（聲：石井康嗣）
翡蔫王國第四騎士團團長，鎮守王國的國境城鎮法利埃。在穆寇達與「鐵之意志（Iron Will）」入境前，提醒穆寇達必須妥善管控緋爾，以免發生意外。
愛德蒙（聲：長嶝高士）
國境城鎮林德爾邊境伯爵的使者，因為伯爵耳聞穆寇達與芬里爾締結契約，傳遞主人的旨意邀請穆寇達作客，但被緋爾嚇得逃跑。
米凱菈（聲：園崎未惠）
商人公會的櫃檯小姐，親切有禮的向穆寇達詳細說明商人公會規則須知，被穆寇達形容為個性親切的美人。在動畫版中與薇安卡是朋友。
羅貝爾（聲：露木徳幸）
商人公會的分會長，因為米卡艾拉的引薦，見識穆寇達從現代世界帶來的鹽與胡椒，對其品質驚嘆不已，最終以17金幣的高價收購鹽與胡椒。
薇安卡（聲：松井茜）
冒險者公會的櫃檯小姐，態度略顯冷淡、懶散。在穆寇達的要求下，不太情願的說明冒險者公會詳細規則須知，動畫版因喜愛動物而愛慕緋爾。小說版並未設定其名字。

### 李昂哈德王國
穆寇達一夥主要定居的國家，與艾爾曼王國為邦交國。兩個國家皆以平等對待不同種族、處境自由和軍隊實力聞名。
李昂哈德王國國王
本名不詳，為人務實。在獲知穆寇達一夥的事蹟後，為了禮遇兼顧有需要時能夠向穆寇達一夥求助，特意頒布讓他們在國境自由行動的旨令。穆寇達準備啟程離開德蘭前，為了報答國王的關照，將自己在德蘭地下迷宮探索期間獲得的解毒項鍊作為謝禮，委託艾蘭德代為轉交給國王和傳達「從今以後也請多指教」的訊息。小說第十卷因為透過蘭古利奇伯爵轉述穆寇達的事蹟、穆寇達貢獻部份盜賊王的寶藏，有意會見穆寇達。後來因穆寇達欲解體小國群迷宮頭目--利維坦而來到首都而見到了穆寇達一面。
黑犬（Black dog）
由首領劄赫爾領導的盜賊團，經常在附近地區造成治安威脅。試圖搶劫蘭貝托的商團未遂，不但被穆寇達一夥出手制伏、造成劄赫爾死亡，沿途還被拉爾斯等人嚴加看管，最終被移交卡列利那的騎士團，讓穆寇達獲得總計45枚金幣（含首領的懸賞金30枚金幣與討伐獎金15枚金幣）的賞金。
蘭貝托（聲：小柳基）
居住在李昂哈德王國第五大城市卡列利那的皮革製品商人，商隊的雇主，家族世代經營皮革製品生意，與妻子瑪麗關係良好但拿她沒轍。喜歡蜂蜜麵包。偕同商隊前往卡列利那途中遭盜賊團「黑犬」襲擊，及時因為穆寇達、緋爾、史伊出面解危而脫險，同意讓他們同行。為了報答穆寇達而特意贈送後者挑選的皮製配備，向他提出日後將狩獵取得的黑蛇皮批售給他的請求，往後也經常在穆寇達遇上商業交易的問題時給予建議。
委託阿德里安與穆寇達相談進貨香皂、洗髮精、潤髮液的事宜。小說第七卷建議準備在卡列利那購買房子的穆寇達查勘一棟因故出讓的白色豪宅，向穆寇達介紹異世界的奴隸制。因為自己的商會被史塔斯商會盯上，轉而向穆寇達求助，同時獲得後者授權販售特製生髮神藥，將穆寇達委託製作的雙足飛龍披風連同皮帶、鞋子交給對方。
後來獲得穆寇達贈與的紅蛇皮(曾提及因價格太過昂貴而無法經手)，為答謝平日的諸多關照。
瑪麗（Mary）（聲：大原沙耶香）
蘭貝托的妻子，外型美麗，但是個性強勢，喜歡泡澡。使用過蘭貝托為準備結婚紀念日禮物而從穆寇達處入手的肥皂、洗髮精、潤髮液後大為滿意，親自出面向穆寇達提出經手販賣這些商品的要求，同時運用女性社交情報圈行銷而讓店裡生意變得門庭若市。
阿德里安（Adrian）
蘭貝托商會的員工，主要負責進貨。於小說第五卷接受蘭貝托的指示，經由商人公會會長格爾德引導，將蘭貝托請求進貨的委託信交給穆寇達。
「不死鳥（Phoínix）」
被蘭貝托顧聘護衛商隊的冒險者隊伍，領導者為熟悉卡列利那且俱備一定聲望的拉爾斯（聲：竹內良太），其他成員分別是亨克、阿洛伊斯、與某處公會員工珊朵菈互有往來的西多爾、最年輕的塞薩爾。對穆寇達的料理讚譽有加。偕同商隊前往卡列利那途中遭盜賊團「黑犬」襲擊，及時因為穆寇達、緋爾、史伊出面解危而脫險，同意讓穆寇達同行，並威脅被俘虜的盜賊們不可造次。事後拉爾斯將盜賊們交給卡列利那的騎士團處置，同時建議穆寇達將肢解魔物的勞動交給冒險者公會。小說第八卷與穆寇達重逢，接受後者的招待參加烤肉會。
威廉（William）（聲：ふくまつ進紗）
卡列利那冒險者公會的分會長，前A級冒險者，與當地領主蘭古利奇伯爵交情甚好。因獲知穆寇達為了提升冒險者等級提交了大量委託憑證的哥布林耳朵而出面，轉告穆寇達有關王宮授予他們在國境裡自由生活、但有事時務必支援的聖旨，並同意用公會長權限讓穆寇達晉升C級冒險者，委託穆寇達一夥執行「討伐金屬蜥蜴」、「討伐血角公牛」的任務。事後獲知穆寇達一夥討伐的其實是秘銀蜥蜴感到吃驚。在雙足飛龍即將襲擊城鎮時指揮冒險者協助作戰，危機過後決定著手改革冒險者的升級制度，並為穆寇達向其他各大城市公會長發送介紹信。
因為年齡增長，對自己頂上稀疏的問題感到困擾，在小說第八卷為穆寇達與蘭古利奇伯爵牽線時提供相關訊息，讓穆寇達決定準備特製的生髮神藥與網路商店的洗髮精給兩者使用，得以讓頭髮恢復成年輕時期的狀態，亦間接促成蘭古利奇伯爵會晤穆寇達。
在得知艾蘭德擅自遞出辭呈的事情後感到傻眼，並向穆寇達說明分會長職務責任重大，公會為了找分會長人選會耗費很多時間及心力，加上會提供優渥的待遇，所以除非年紀大到無法執行職務、生病或是死亡，否則不會輕易放人走。直接稱艾蘭德以為遞出辭呈就可以離職這個想法是腦子有問題。
約翰（John）（聲：江川央生）
卡列利那冒險者公會長特約解體師，對於穆寇達經常帶回稀奇魔物的戰利品頗為興奮。曾希望穆寇達賣給他貢爺的鱗片，但因被分會長提醒資金不足加上貢爺不願意等原因，轉而要求買緋爾的毛，穆寇達只好以僅限一次&美食說服緋爾提供梳毛時會掉的廢毛。已經結婚成家且有一個女兒。
內斯特里
小說第七卷第四章初登場，卡列利那商人公會成員，統籌不動產部門。帶領有意購屋的穆寇達一夥現場查勘某棟因故出讓的白色豪宅，最終以1萬2千枚金幣（等同120枚白金幣）的價格成交。
蘭古利奇伯爵
小說第二卷首度提及，第八卷初登場，卡列利那地區領主，家人有妻子與女兒們。外型帥氣魁梧，特別關照蘭貝托的店鋪，與威廉交情甚好但同樣面臨掉髮的煩惱。因為透過威廉轉述獲知穆寇達一夥讨伐秘银蜥蜴、发现秘银矿山的事蹟，向冒險者公會出價收购秘银蜥蜴，委託威廉將5800枚金幣的報酬交給穆寇達。小說第八卷見識威廉用生髮神藥與洗髮精改善掉髮的成效，以視察城鎮冒險者為名義拜訪穆寇達，從後者手裡收下餽贈的肥皂、洗髮精、護髮乳，護髮膜與特製的生髮神藥，同意安排人手幫助穆寇達與蘭貝托，接洽王室合作擊潰史塔斯商會與庫爾貝茲男爵。後來向穆寇達訂下50瓶生髮神藥，成功治好掉髮的問題，順勢幫忙推廣生髮神藥的生意與建立貴族圈的人脈。
拉多斯拉夫
小說第七卷登場，拉多斯拉夫商會的主人，僅接待持有介紹信的顧客。在穆寇達準備僱聘白色豪宅的奴隸擔任傭人時，負責說明和接洽奴隸交易的事宜。
史塔斯商會
小說第七卷首度提及，在卡列利那地區是風評不良，會毫不在乎地使用肮髒手段的商會。因為穆寇達向蘭貝托提供販賣的肥皂與洗髮精獲得好評，開始打探相關消息，迫使蘭貝托向穆寇達求助。被穆寇達、威廉、蘭古利奇伯爵鎖定為制裁對象。
庫爾貝茲男爵
小說第八卷首度提及，史塔斯商會的後盾。為人狡猾，利用自己身為低階貴族的位階，庇護史塔斯商會的不法勾當。被穆寇達、威廉、蘭古利奇伯爵鎖定為制裁對象。
貝爾托內子爵
小說第八卷登場，卡列利那地區的貴族。因為見證蘭古利奇伯爵使用穆寇達提供的特製的生髮神藥的成效，有意購入生髮神藥。
魯道夫（Rudolph）
紡織城市克萊爾冒險者公會的分會長，是名個性穩重的矮人。前冒險隊伍「陽光之團」的S級冒險者。艾蘭德的昔日冒險夥伴。透過威廉轉述與其他人的傳聞，獲知穆寇達一夥的事蹟。因為城市仰賴伊休妲森林棲息的毒狼蛛的蛛絲製成織物，但由於聽說森林狀況惡化與兇險魔物出沒的傳聞，加上不敢怠慢發佈委託的布魯諾商會，遂委託穆寇達一夥前去調查，並且在穆寇達準備帶剛締結契約、尚未登記成從魔的小多拉進城時出面和守衛調解。對艾蘭德過度熱衷龍的個性與舉止傷透腦筋。
艾蘭德
迷宮城市德蘭冒險者公會的分會長，前S級冒險者，334歳的中年精靈。魯道夫的昔日冒險夥伴。穆寇達形容他「長相非常英俊，身上卻散發著些許變態氣息」，私下稱他為「遺憾精靈」。跟其他精靈族一樣，是美食愛好者，經常跟穆寇達蹭飯吃。叔公婆與祖父是高等精靈，被妻子拋棄後便維持單身。過去曾作為B級冒險隊成員，被討伐龍的隊伍拒絕入隊，後來憑藉自身努力升級成S等級冒險者身份，但由於未再出現討伐龍的人士和自身年齡影響，選擇引退和擔任公會長32年。極度愛龍成癡，只要是涉及龍的相關事物便會異常積極，經常跑遍各地蒐集與研究調查龍的相關資料與素材，導致他時常為此耽誤本職，甚至習慣將工作丟給伍各爾處理，但也有在關鍵時刻認真處理工作的一面。擅長劍術、魔法（水、風、草木），精通藥學與魔物知識。
委托穆寇達一夥前去調查地下城，志願為他們肢解地龍並高價收購相關素材。與完成探險的穆寇達交流德蘭地下迷宮探索經驗期間，獲知接近底層處的樓層出現沙漠化的消息，立即派遣公會人員張貼公告，將該區列為高難度地下城，將穆寇達的冒險者等級更新為A級，說明有關魔劍的情報。向穆寇達提議前往貝萊昂獵捕利維坦。
小說第五卷因為耳聞穆寇達擊敗紅龍的消息，擅離職守跟隨穆寇達一夥攻略埃夫林地下迷宮。於小說第七卷親自傳授穆寇達肢解魔物的技巧。小說第十三卷因為獲悉穆寇達與古代龍締結契約，為了接觸古代龍而擅自提出會長辭呈造訪穆寇達一夥，因為其不請自來、對穆寇達一夥龍族成員的跟蹤騷擾行動，造成穆寇達一夥及其住宅相關人員困擾，被經由穆寇達通報此事的伍各爾與S級冒險隊「深淵觀察者」強制帶離，接受減薪與監視處分。如果不涉及龍的事情，其實是一個可靠的冒險者前輩。
Web版後期跟小說第十五卷中，在茉伊菈大人的監視下，接受王都冒險者公會委託，主導穆寇達從小國群迷宮帶回的戰利品---利維坦的支解工作。因利維坦表皮堅硬，需魔劍才能切開，艾蘭德想起穆寇達持有德蘭迷宮出產的魔劍--卡拉德波加，便當著王都冒險者公會幹部們的面詢問此事，使公會出面租下魔劍以便進行支解作業。
利維坦支解工作結束後，設法逃過茉伊菈大人的監視，以歸還魔劍的名義，直奔穆寇達於卡列利那的住宅，再次意圖強行闖入，不料被自己的叔公--高等精靈約爾根(ヨルゲン)逮個正著，以魔力封鎖住其行動，並強制他去卡列利那冒險者公會的支解部門協助工作，讓艾蘭德沒體力也沒時間去騷擾龍族成員，其餘時間便被軟禁在約爾根(ヨルゲン)的公寓房間內(穆寇達新建員工住宅)，直到茉伊菈大人、伍各爾前來接他。
伍各爾
迷宮城市德蘭的冒險者公會副會長，前B級冒險者，是維持德蘭冒險者公會運作的重要人物。個性認真勤奮，深知商人公會的交涉手段，對於艾蘭德屢次翹班推託工作與造成穆寇達一夥困擾的行為態度感到氣憤，經常出面教訓對方的出格行動。家人有妻子媞莎、兒子米哈伊爾、女兒米拉娜。穆寇達一夥從城市地下城探索歸來後，說明商人公會有意購買城市無法買下的戰利品，代理穆寇達向商人公會交涉，成功賺取鉅額財富。事後穆寇達特地準備磅蛋糕贈與他作為謝禮，從伍各爾手裡取得出售地下迷宮戰利品的報酬（總計96枚白金幣、4枚大金幣、5枚金幣）。
因為經常幫助穆寇達一夥而深受後者信任，在艾蘭德擅自前往穆寇達的住宅接觸龍族成員的事件中，偕同S級冒險者隊伍「深淵觀察者」捉拿艾蘭德。
茉伊菈
Web版後期跟小說第十三卷時登場，年事已高的女性精靈，本為王都冒險者公會高階幹部，因已退休，而接下監視艾蘭德的任務。個性正經，工作效率高。得知艾蘭德擅自遞出辭呈，去接觸穆寇達一夥龍族成員且做出跟蹤騷擾行為後，稱艾蘭德為「精靈族的恥辱」。
媞莎、米哈伊爾、米拉娜
伍各爾的家人，媞莎是伍各爾的妻子，米哈伊爾與米拉娜分別是伍各爾的兒子與女兒。因為穆寇達一夥此前獵得紅龍，委託艾蘭德與伍各爾協助肢解工作，讓穆寇達為了表達謝意，特意準備磅蛋糕與紅龍肉送給他們（只有艾蘭德沒有獲贈紅龍肉）。事後伍各爾將磅蛋糕與紅龍肉帶回家裡與媞莎、米哈伊爾、米拉娜共享，後三者為答謝穆寇達，將感謝信與媞莎親製的水果乾委託冒險者公會交給穆寇達。艾蘭德捕捉事件後，穆寇達為感謝伍各爾的協助，將炸牛排三明治和糖果贈與伍各爾一家。
「暴風雨（Tempest）」
穆寇達一夥在德蘭地下迷宮偶遇的A級冒險者隊伍，成員共兩男兩女，領隊與其中一名成員是A級，其他成員為B級。在穆寇達一夥探索迷宮的兩個月前抵達德蘭，但在第二次攻略迷宮期間遭守寶妖精（Spriggan）、洞穴巨人與彌諾陶洛斯襲擊受傷，為了醫治重傷的男性成員達米安，以15枚金幣的價格向穆寇達購買史伊製造的特級恢複藥，同時從後者手裡收下三瓶初級恢復藥，提醒有關在迷宮裡活動的注意事項。翌日向穆寇達購買特製的茄汁豬肉漢堡包充飢，便和穆寇達一夥道別。
約翰尼斯
穆寇達一夥在德蘭偶遇的E級冒險者，21歲。不擅長戰鬥，是冒險者中少有的專職採集者。父母是當地酒館的店主，但由於店面坐落小巷、下酒菜被評為無特色且難言甚好導致生意欠佳。在森林偶遇三個半獸人追趕時，獲得穆寇達一夥的協助解危，成為穆寇達的朋友。經由穆寇達解析酒館的客源與營業要點後，以三枚金幣的報酬委託穆寇達協助構思店裡的下酒菜，父母則因為向穆寇達學習特製的麻辣蒜炒臘腸，作為店裡的新增餐點，大幅改善店裡的生意。事後約翰尼斯將採集得來的部份哈剌培那交給穆寇達。
達里爾&伊麗絲
德蘭城壁貧民區出身的小兄妹，分別為10歲與8歲。四年前身為冒險者的父親某日前往迷宮探險便未再返家、擔任裁縫的母親身染重病，為了支付請王都的神官醫治母親的高昂費用，憑藉採集藥草賺取收入。在森林遭遇半獸人的襲擊，及時因為穆寇達一夥協助解危才脫險，享用穆寇達製作的照燒漢堡包與柳橙汁深受感動，同意以讓出半獸人給穆寇達的條件，取得史伊製造的劣化聖靈藥醫治母親，臨走前穆寇達還準備特製雞蛋粥（漫畫版為豆奶鍋）讓兄妹倆交給他們的母親享用。事後兄妹倆的母親雖然順利痊癒，但是達里爾因為朋友史堤芬的父親遭惡人暗算遇害的經歷，體認持有高價物品的危險性，遂要求伊麗絲絕口不提穆寇達施捨藥劑的事情以保護對方，立志未來成為商人報答穆寇達的恩情。
補充: 穆寇達並未告知該藥為聖靈藥，但達里爾有察覺其為珍貴藥物，決定不聲張。
德里亞諾
德蘭商人公會的分會長，親自接洽穆寇達與伍各爾商談收購寶石的事宜，委託鑒定師盧斯蘭鑑定寶石品質，但被伍各爾指謫其中收購皇家黃玉和黃鑽的價格過低，最終以94枚白金幣與8枚大金幣的價格成交。為了方便日後交流與改善當地餐廳菜色單調的問題，私下請教穆寇達學習料理製法，偕同在場觀眾品嘗穆寇達製作的炸薯條並給予好評，決定全權支付穆寇達次回更新資格所需花費的年會費與稅金。當地也因為餐飲業者學習兼推廣穆寇達教導製作的炸薯條而聲名遠播。
亞列修
矮人鍛造師，在德蘭的鍛造工坊區域經營「亞列修鍛造工坊」。起先對穆寇達提出製造烤肉爐的委託不以為然，但由於穆寇達提供威士忌讓他品嚐、兼提出完工時加贈10瓶威士忌的交換條件，轉而同意並依約完成要價300枚金幣的訂製烤肉爐，為了檢視烤肉爐性能而偕同穆寇達一夥參與烤肉。
約蘭（Joram）
陶瓷城鎮內赫夫鎮冒險者公會的會長，年事已高，擁有一眼看穿緋爾為芬里爾的洞察能力與實力。因為獨眼巨人霸佔黏土採掘場造成採集作業停擺、作為柴薪主要來源的西方森林出現邪惡植物大量叢生的跡象，委託穆寇達一夥協助完成任務，為協助穆寇達物色租屋而親筆撰寫介紹信。後由於穆寇達完成討伐邪惡植物與獨眼巨人的任務，反讓復工的工坊增加護衛委託造成人手不足，轉而請求穆寇達一夥和C級隊伍討伐城鎮北方的半獸人聚落。
多明尼哥
陶瓷城鎮內赫夫鎮的商人公會副會長，協助穆寇達一夥打理租屋事宜。
霍勒斯
內赫夫鎮的冒險者公會專聘肢解人員，協助穆寇達一夥肢解獨眼巨人，對緋爾的存在感到好奇。
梅列拉村的村長
本名不詳。所在村莊以盛產蜂蜜聞名，但由於南邊的歐帕特路尼地區養蜂成功、生產的蜂蜜品質獲得貴族的青睞，導致梅列拉村的蜂蜜生意不如從前。因為注意到穆寇達一夥在村莊裡大量購買滯銷的蜂蜜，以兩枚金幣的報酬，請求穆寇達傳授製作使用該村特產蜂蜜的料理，藉此挽救村裡的經濟。穆寇達教導村民們製作蜂蜜檸莫捏與雞肉火腿的半年後，該村莊的蜂蜜因為食用方法多變而成為熱銷產品。
「狂嵐使者（Stormbringer）」
穆寇達一夥在內赫夫鎮郊外偶遇的F級冒險者隊伍，成員清一色是15歲的少年少女，分別是領隊兼劍士安東，劍士菲利普、弓箭手布里吉妲、兩名魔法師保羅與莉薇亞。喜歡穆寇達製作的蜂蜜芥末雞蛇三明治與柳橙汁。承接來自列尼耶小村落的委託，討伐破壞田地的褐山豬，但在對抗忽然現身的紅山豬的時候陷入危險，及時因為保羅利用法術製造陷阱才反敗為勝。穆寇達為了慰勞他們，不但將燒烤料理分享給一行人，還讓史伊以巨大化型態承載他們返回城鎮。事後帶領穆寇達一夥參觀城鎮，接受穆寇達的招待享用晚餐，決定繼續提升等級兼提供穆寇達攸關迷宮探險的情報。
依達
經手所有瓷器、以鑒賞商品的眼光與貨色齊全聞名的「依達商會」店主，與身為塞維里工坊四子的安東和德邦工坊出身的布里吉妲相熟。向穆寇達推銷店裡的瓷器。
塞維里
塞維里工坊的店主，安東的父親，僱有店員奧洛夫，負責工坊的主要營運事宜。偕同奧洛夫接待來訪的穆寇達。
德邦
德邦工坊的店主，布里吉妲的父親，從父親手裡繼承工坊營業迄今。與妻子、女兒接待前來參觀的穆寇達。
「暗影戰士（Shadow Warrior）」
由四名男性冒險者組成、秉持硬派作風的C級隊伍，成員分別是討厭魚類的領隊兼大劍劍士亞隆佐、單手劍劍士克萊門特、斥侯馬提亞斯、能使用火、風、恢複魔法的魔法師厄內斯特。接受約蘭的委託，與穆寇達一夥合作討伐半獸人聚落，指導穆寇達對抗半獸人與哥布林、還有應對受害者的注意事項。接受穆寇達款待的漢堡包，提供海港城市貝萊昂的情報，取得收購物件的款項後，前往埃夫林挑戰當地的迷宮，與穆寇達一夥再會面，與冒險者隊伍「方舟（Ark）」參與穆寇達主持的慶功宴。
馬克斯（Marx）
海港城鎮貝萊昂冒險者公會的分會長，原A級冒險者。過去在某座執行任務的村莊認識當地的女子，但因為四處奔波處理委託而錯過適婚年齡，40歲時因傷引退，轉任貝萊昂的冒險公會會長，意外地和雙親病逝、時年22歲的該名女子重逢，在親自教導對方讀書認字的過程中互生感情，雙方結婚並育有一女。因為克拉肯近期在海港的近海地區出沒，影響漁夫的生計，委託穆寇達一夥討伐克拉肯。陪同穆寇達前往商人公會洽談出售珠寶的事宜，事後從穆寇達的手裡收到作為謝禮的紅茶磅蛋糕。
丹尼斯（Dainese）
貝萊昂的商人公會員工，統籌不動產部門。看過馬克斯的介紹信後，協助穆寇達一夥物色租屋。
夏綠蒂（Charlotte）
貝萊昂冒險者公會的成員。擁有豐富的珠寶知識。接受穆寇達的委託，陪同他前往商人公會洽談出售珠寶的事宜。認為格爾德與鑒定師海因茨對坦尚石項鍊出價不符合行情，有意讓穆寇達前往王都進行交易，最終因為格爾德提高收購價格才正式成交。事後從穆寇達的手裡收到作為謝禮的紅茶磅蛋糕。
莫里茲
穆寇達在木工城鎮貝延費爾特偶遇的B級冒險者，狼獸人，個性仗義勇為，在當地小有名氣。與任職藥劑師的人類妻子育有一女。發現穆寇達被品行不良的冒險者找麻煩，出面為穆寇達解危和帶領他採買茶葉罐。因為自身需求兼顧妻子的委託，與穆寇達一夥前往森林獵捕作為壯陽藥材的綠壁虎。事後為酬謝穆寇達的協助，將壯陽藥銷售額的一半金額連同三顆壯陽藥交給穆寇達。
娜蒂亞
迷宮都市埃夫林冒險者的分會長，前S級冒險者，因為身型健壯而有著「巨人姬」的外號。趁著穆寇達一夥踏進當地迷宮前，向穆寇達說明埃夫林迷宮的結構與魔物分佈。對艾蘭德失禮且擅離職守的行為感到不滿。
「方舟（Ark）」
穆寇達在埃夫林地下迷宮遇見的A級隊伍，成員分別為領導兼劍士高第諾、槍士基甸、擅使附魔戰鎚的矮人席格瓦德、丈夫逝世且已有孫兒輩的精靈弓手費朵菈。成員普遍關係良好，但經常為了費朵菈執著美食而做出出人意料的行動傷透腦筋。因為探索迷宮期間即將用罄備份的解毒藥劑，顧及合作的安全性與效率，委託穆寇達一夥共同行動，贈與穆寇達一顆可讓使用者反覆使用、自由來回至第30層為止的傳送石。事後偕同「暗影戰士（Shadow Warrior）」參與穆寇達主持的慶功宴。後與穆寇達一行一起攻略位於小國群的未知迷宮，原本打算在攻略迷宮後持續與穆寇達一起行動，但在目睹了小國群迷宮裡的迷宮頭目利維坦後徹底了解穆寇達的從魔們並不會因為他們陷入危機出面解救而放棄了此一念頭。
漢森
迷宮都市埃夫林商人公會的分會長，為人客氣有禮，在進行交易時出價豪邁。與穆寇達洽談收購魔物掉落物件的事宜，以21200枚金幣（相當於212枚白金幣）的高價大量收購穆寇達的物件。
嘉尼若
小說第九卷登場，迷宮城鎮羅聖達爾鎮冒險者公會的分會長，個性親切和善。當地以出產岩鹽、小麥、迷宮特產肉類聞名，吸引不少冒險者前往該處蒐集食材，連帶讓當地包含飲食文化在內的發展繁榮，但同時其餘城鎮的孤兒們也會聚集該處，造成孤兒院的扶養人口過剩出現經營危機，城鎮亦僅有中下級冒險者駐留該地。為了培育預定在將來從事冒險者的孤兒，規定孤兒們僅能於迷宮一樓活動。後由於商人公會催促冒險者公會取得當地迷宮第10層以下樓層的肉類食材，轉而委託穆寇達一夥前往當地迷宮協助取得肉類。
蘇珊娜（Susanna）、謝拉度（Geraldo）、路易斯（Louis）、芙蘿拉（Flora）、黛比（Debby）、梅納德（Maynard）、恩佐（Enzo）
小說第九卷登場，羅聖達爾鎮當地孤兒院收容的孤兒。路易斯是蘇珊娜與謝拉度所屬的孤兒冒險隊伍領隊，謝拉度則對蘇珊娜有好感。黛比為貓型獸人。梅納德與恩佐則是立志成為廚師的搭擋。最初因為穆寇達一夥在羅聖達爾的迷宮救了蘇珊娜與謝拉度，穆寇達指派史伊將他們持有的木棒改良成球棒，以此機緣連同其他院童拜訪穆寇達，享用後者用迷宮肉類製成的晚餐兼協助料理事務，但由於隨行院童說漏消息而吸引更多人前來拜訪他們。後來穆寇達因為梅納德與恩佐的請求，特別指導兩者製作內臟料理，更陪同梅納德與恩佐參加當地舉辦的「肉類迷宮祭」，路易斯亦帶著其他同伴支援他們。最終梅納德與恩佐在「肉類迷宮祭」攤販競賽獲得第五名的成績（穆寇達排名第十三名）。
賽後穆寇達趁著離開羅聖達爾鎮前向孤兒院購入特製麵包，提供200枚金幣資助孤兒院重建經費和院童的生活，向院童們道別。半年後梅納德與恩佐如願經營攤位且生意有成，路易斯等人則持續精進各自的實力。
加百列（加布里埃爾，Gabriel）
小說第九卷登場，往返王都與比紹夫鎮之間行商的精靈旅行商人，同時是固定參加「肉類迷宮祭」的常客。在「肉類迷宮祭」光顧穆寇達的熱狗麵包攤位並對其手藝稱譽有加，因為得知穆寇達僅營業一日，遂向他要求外帶十份熱狗麵包，連帶吸引其他精靈顧客光顧穆寇達的攤位。
萊因霍德
小說第九卷登場，羅聖達爾鎮商人公會的副會長。在「肉類迷宮祭」尾聲公佈前五名的攤位。
「深淵觀測者」
小說第十三卷登場，負責捉拿艾蘭德的S級冒險者隊伍，以攻略迷宮見長，成員平均年纪在35到39歲，分別是身形魁梧的兩名獸人和兩名人類男性。
诺叶莉雅
小說第十三卷登場，和戰神教會的院長年輕時同為出身小國群的傭兵，喜歡小孩但無法生育，兩者引退後服侍戰神教會照顧院童，但礙於从小国群送过来的孤儿不断增加讓孤兒院面臨營業危機。偕同院長接受穆寇達的樂捐。
安妮卡&布鲁诺
小說第十三卷登場，矮人工程匠夫妻。穆寇達經由瑪莉的引薦拜訪兩者，委託兩者擴建自家浴室。由於布魯諾曾經從矮人同胞聽聞「夢幻酒店」的事情，從穆寇達手裡獲贈威士忌並被請求保密後，布魯諾以加速趕工報答穆寇達願意贈酒的恩情。事後收取270枚金幣的工程款，和參與穆寇達住宅浴室拓建工程的工作夥伴們在事務所開宴會。

### 馬爾貝格王國
馬爾貝格王國國王
本名不詳，國家以擁有許多強者和平等對待不同種族而聞名。因為無法忍受雷西格王國數度騷擾，聯合魔族之國攻打雷西格王國。

### 艾爾曼王國
李昂哈德的邦交國，兩個國家皆以平等對待不同種族、處境自由和軍隊實力聞名。
艾爾曼王國國王
本名不詳，透過李昂哈德王國國王致信獲知穆寇達一夥的事蹟，對於盧巴諾夫教主張種族主義的作為頗為不滿。在穆寇達一夥成功通關布里克斯托迷宮、準備返回李昂哈德王國之際，因為部屬與崔斯坦報告盧巴諾夫教騷擾穆寇達一夥的情事，聽從王后與崔斯坦的建議下令將盧巴諾夫教逐出艾爾曼王國。
艾爾曼王國王后
小說第十三卷登場，本名不詳。在穆寇達一夥成功通關布里克斯托迷宮、準備返回李昂哈德王國之際，因為收獲穆寇達貢獻的贈禮欣喜不已，連同崔斯坦向國王諫言將盧巴諾夫教逐出艾爾曼王國。
「騙徒（Trickster）」
小說第十卷登場，C級冒險者隊伍，成員分別是魔法師傑里邁亞，劍士勒米爾，斥候盧克，平時在王都活動。因為承接護衛駛向王都的共乘馬車的任務，在森林裡遭遇森蠍導致盧克被螫傷中毒，向協助解危的穆寇達一夥買下史伊特製中型恢復藥，才脫離險境。
以撒·謝爾文
小說第十卷登場，赫希菲爾德城鎮冒險者公會的分會長，37歲。原本是貴族男爵家出身的四子，因為無法繼承家督、不擅戰鬥與魔法，轉而在冒險者工會就職，運用學校所學獲得重用，但由於工作效率高，四度被調職至有著許多問題的冒險者公會擔任分會長，長年工作壓力導致身心憔悴和掉髮問題。因為城鎮的南方森林出現暴君森林蟒蛇，造成數個冒險隊伍一去不返，委託穆寇達一夥前往當地調查此事。後來從穆寇達的手裡收下作為伴手禮的生髮神藥。
崔斯坦（Tristan）
小說第十卷登場，迷宮城市布里克斯托鎮冒險者公會的分會長。在公會裡主要負責公會營運與冒險者物品交易。敬愛身為矮人的曾祖父，厭惡抱持人族至上種族主義的盧巴諾夫教。因為收到卡列利那分會長威廉的聯絡訊息，特意趁著穆寇達一夥來訪前籌備大量資金，安排他們使用持有傳送石者專用的傳送室進入迷宮。事後與穆寇達交流對照迷宮裡的魔物情報，對穆寇達與古龍締結契約感到吃驚。會晤國王與皇后期間通報盧巴諾夫教向穆寇達一夥找碴的事件，諫言將盧巴諾夫教逐出艾爾曼王國。
巴洛托米奧
小說第十二卷登場，布里克斯托鎮冒險者公會的副分會長。在公會裡主要負責指導冒險者與向冒險者發佈委託。
「五芒星（Pentagram）」
小說第十一卷登場，A級冒險者隊伍，成員分別是夫妻冒險者亞曆山德羅夫與法蒂瑪、犬獸人阿克塞爾、少女愛德米菈、矮人塞繆爾。在最近2年以布里克斯托鎮為據點挑戰迷宮，為了蒐集鐵魔像的碎片製作裝備，挑戰迷宮第32、33層。探索過程中偶遇在安全區用餐的穆寇達一夥，從後者手裡分得吐司皮羅什基享用，向穆寇達一夥分享迷宮的情報。

### 其他角色
拉迪姆、拉多米爾、日耳曼
小說第七卷登場，某間城鎮的矮人冒險者，三者互為摯友。半年前拉迪姆因為品嚐了弟子葉倫寄送、穆寇達經營的副業酒店裡的酒，以此機緣開始向商人公會探聽酒店的所在處。理解酒店的相關規則後，拉迪姆分別與拉多米爾和日耳曼、冒險團隊的成員光顧穆寇達的酒店，並且在離去前買下店裡的威士忌、白蘭地、伏特加。
約爾根＆阿黛菈、維爾德＆賽爾瑪、拉德米爾＆勞菈（暫譯）
Web小說第584話-586話初登場，隱居在離大陸不遠的島嶼、平均年齡600多歲的三對高等精靈夫妻。前者（約爾根＆阿黛菈）為艾蘭德的叔公與叔婆。300年前，李昂哈德王國等國家所在的大陸因為爆發戰爭、人類試圖俘虜高等精靈作為奴隸，六人組偕同約60名高等精靈同胞從大陸遷移該座島嶼生活，但在100年後陸續有同胞開始離開島嶼，成為最後留守島上的六者。初登場時因為穆寇達一夥為狩獵綠龍、經由貢爺承載抵達該島，遇上負責巡守的約爾根，後者品嘗穆寇達製作的炸雞蛇給予好評，帶領穆寇達一夥至六者居住的村落作客兼說明隱居島上的緣由，六者與穆寇達成為朋友。後來六者因為有意遷離島嶼，緋爾等從魔們私下與他們達成協議，以協助支解龍族等大型魔物為條件，換取穆寇達提供的美食(主要)及住處(次要)。穆寇達以六者的到來為契機，趁著裝修房屋安排六者住進新建的附設公寓。有意尋找工作以賺取收入，便接受卡列利那冒險者公會請求，於支解部門工作。
約爾根與阿黛菈為了艾蘭德再度試圖接近穆寇達一夥龍族成員、作出騷擾行為而將他訓斥一番，並用魔法將其軟禁，之後接受德蘭冒險者公會副會長及茉伊菈大人的請求協助監視艾蘭德，而依依不捨的離開卡列利那。

## 其他角色
歐佛·麥亞甯
小說第十卷提及，某國的研究機關的研究者，故人。貴族男爵家出身，因為喜愛上傳送魔法陣而成為其研究者，終生研究並記錄研究傳送魔法陣。過身後松本和希（卡茲）在舊書店買下其生前遺留的研究日誌，成為促成松本和希（卡茲）探索魔族之國所在大陸的關鍵。
潔娜
小說第十卷提及，魔族女性，故人，松本和希（卡茲）的第一位妻子，據松本和希（卡茲）形容是位擁有超常美貌身姿的女性。在魔族之國所在大陸偶然像剛抵達當地的松本和希（卡茲）伸出援手，以此機緣與後者相戀，結婚後跟著松本和希（卡茲）以冒險者身分活躍，建議原無意願娶多妻的松本和希（卡茲）會晤娃菈，最終在松本和希（卡茲）的照護下安然逝世。
桑德爾&娃菈
小說第十卷提及，巨人族兄妹，故人，前者是松本和希（卡茲）與潔娜的朋友，後者是松本和希（卡茲）第二位妻子，據松本和希（卡茲）形容是位拉丁系美女。巨人族的島嶼出身，桑德爾在松本和希（卡茲）與潔娜探險期間與兩者認識成為好友，由於娃菈的身材較一般巨人族嬌小導致婚事20歲依舊沒有婚事可談，桑德爾便向松本和希（卡茲）提出迎娶娃菈的請求。娃菈在結婚後跟著松本和希（卡茲）與潔娜遊歷魔族大陸，偕同兩者返回松本和希（卡茲）原本活動的大陸生活。最終娃菈在松本和希（卡茲）的照護下安然逝世。
柳德米菈
小說第十卷提及，精靈女性，松本和希（卡茲）的第三位妻子。在松本和希（卡茲）、潔娜、娃菈返回松本和希（卡茲）原本活動的大陸生活期間，主動追求松本和希（卡茲）而和對方結婚。潔娜、娃菈陸續離世後，成為唯一陪伴在松本和希（卡茲）身邊的妻子。
盧巴諾夫
小說第十二卷提及，人族主義宗教「盧巴諾夫教」創建者。主要為了收錢而捏造出「盧巴諾夫教」，神界的神明普遍批評他及其創立的宗教為「斂財」與「邪教」。「盧巴諾夫教」被創立後一度成為雷西格王國和部份國家的主流宗教，但隨著抵達異世界的穆寇達與神明建交獲悉該教負面事蹟並影響鄰近國家君主、雷西格王國滅國，異世界居民們陸續知曉「盧巴諾夫教」的惡行並採取抵制行動，加著穆寇達奉神明旨意制裁該教，使「盧巴諾夫教」的勢力與影響力大不如前。